# Grand Prix van Zwitserland
De Grand Prix van Zwitserland was een race uit het Formule 1-kampioenschap, jaarlijks gehouden tussen 1950 en 1954 op het Stratencircuit Bremgarten in het Zwitserse Bremgarten bei Bern, waarna de grand prix van de kalender verdween. In 1975 werd er een race gehouden onder de naam Grand Prix van Zwitserland in het Franse Dijon, maar deze race telde niet mee voor het kampioenschap. Zeven jaar later werd er in Dijon opnieuw een race gehouden en deze telde wel mee voor het kampioenschap. Williams-rijder Keke Rosberg won dat jaar de laatste Zwitserse Grand Prix.

## Winnaars van de Grand Prix
- Een roze achtergrond geeft aan dat deze race onderdeel was van de grand-prixseizoenen tot 1949 of een niet-kampioenschapsronde vanaf 1950.

| Jaar        | Coureur                                                  | Constructeur                                             | Locatie                                                  |                                                          |
| ----------- | -------------------------------------------------------- | -------------------------------------------------------- | -------------------------------------------------------- | -------------------------------------------------------- |
| 1982        | Keke Rosberg                                             | Williams                                                 | Dijon (Frankrijk)                                        |                                                          |
| 1981 - 1976 | Grand Prix niet verreden.                                | Grand Prix niet verreden.                                | Grand Prix niet verreden.                                | Grand Prix niet verreden.                                |
| 1975        | Clay Regazzoni                                           | Ferrari                                                  | Dijon (Frankrijk)                                        |                                                          |
| 1974 - 1955 | Grand Prix niet verreden.                                | Grand Prix niet verreden.                                | Grand Prix niet verreden.                                | Grand Prix niet verreden.                                |
| 1954        | Juan Manuel Fangio                                       | Mercedes-Benz                                            | Bremgarten                                               |                                                          |
| 1953        | Alberto Ascari                                           | Ferrari                                                  | Bremgarten                                               |                                                          |
| 1952        | Piero Taruffi                                            | Ferrari                                                  | Bremgarten                                               |                                                          |
| 1951        | Juan Manuel Fangio                                       | Alfa Romeo                                               | Bremgarten                                               |                                                          |
| 1950        | Nino Farina                                              | Alfa Romeo                                               | Bremgarten                                               |                                                          |
| 1949        | Alberto Ascari                                           | Ferrari                                                  | Bremgarten                                               |                                                          |
| 1948        | Carlo Felice Trossi                                      | Alfa Romeo                                               | Bremgarten                                               |                                                          |
| 1947        | Jean-Pierre Wimille                                      | Alfa Romeo                                               | Bremgarten                                               |                                                          |
| 1946 - 1940 | Grand Prix niet verreden vanwege de Tweede Wereldoorlog. | Grand Prix niet verreden vanwege de Tweede Wereldoorlog. | Grand Prix niet verreden vanwege de Tweede Wereldoorlog. | Grand Prix niet verreden vanwege de Tweede Wereldoorlog. |
| 1939        | Hermann Lang                                             | Mercedes-Benz                                            | Bremgarten                                               |                                                          |
| 1938        | Rudolf Caracciola                                        | Mercedes-Benz                                            | Bremgarten                                               |                                                          |
| 1937        | Rudolf Caracciola                                        | Mercedes-Benz                                            | Bremgarten                                               |                                                          |
| 1936        | Bernd Rosemeyer                                          | Auto-Union                                               | Bremgarten                                               |                                                          |
| 1935        | Rudolf Caracciola                                        | Mercedes-Benz                                            | Bremgarten                                               |                                                          |
| 1934        | Hans Stuck                                               | Auto-Union                                               | Bremgarten                                               |                                                          |

1934 · 1935 · 1936 · 1937 · 1938 · 1939 · 1947 · 1948 · 1949 · 1950 · 1951 · 1952 · 1953 · 1954 · 1975 · 1982